# Майлен
Майлен (нем. Meilen) — город в Швейцарии, окружной центр, находится в кантоне Цюрих.
Входит в состав округа Майлен. Население составляет 12 057 человек (на 31 декабря 2007 года). Официальный код — 0156.
Здесь провела последние годы жизни немецкая писательница Элиза Вилле (ум. 1893) и её муж швейцарский журналист Франц Вилле (ум. 1896).